# Калава
Калава (пол. Kaława, нім. Kalau) — село в Польщі, у гміні М'єндзижеч Мендзижецького повіту Любуського воєводства.
Населення — 377 осіб (2011).
У 1975-1998 роках село належало до Гожовського воєводства.

## Демографія
Демографічна структура станом на 31 березня 2011 року:
|          | Загалом | Допрацездатний вік | Працездатний вік | Постпрацездатний вік |
| -------- | ------- | ------------------ | ---------------- | -------------------- |
| Чоловіки | 192     | 49                 | 132              | 11                   |
| Жінки    | 185     | 30                 | 119              | 36                   |
| Разом    | 377     | 79                 | 251              | 47                   |